# ارتفاع‌سنجی
ارتفاع‌سنجی هم بخشی از علم ژئودزی است و هم تا اندازه‌ای در ارتباط با علم جغرافی(توپوگرافی) و همچنین مربوط به مهندسی عمران و مکانیک می‌شود. اندازه‌گیری ارتفاع در زمینه‌های گوناگونی همچون در مهندسی نقشه‌برداری، نقشه‌برداری کشوری، زمین‌شناسی، آمایش سرزمین، عمران، مهندسی مکانیک، کوهنوردی و ناوبری مورد نیاز است.
منظور از ارتفاع در دانش ارتفاع‌سنجی می‌تواند موارد زیر باشد:
- ارتفاع نسبی: به ارتفاع یک شی یا یک منطقه نسبت به محیط اطراف خود می‌گویند(این تعریف از ارتفاع در مهندسی عمران، هوانوردی، ورزش‌های کوهستانی و مصرف انرژی دارای اهمیت است)
- ارتفاع مطلق: این ارتفاع بر ارتفاع یک شی یا یک منطقه از سطح دریا دلالت می‌کند.
- ارتفاع با اندازه‌گیری ماهواره: این ارتفاع کاملاً هندسی است و بر پایهٔ  بیضی‌گون بودن ریاضیاتی زمین است(امروز بیشتر سیستم دبلیوجی اس۸۴ است. اختلاف آن با ارتفاع از سطح دریا می‌تواند به ۱۰۰ متر برسد. در اروپای مرکزی این اختلاف تقریباً ۵۰ متر است. مقالهٔ زمین‌واره را ببینید.)